# Mel & Kim
A Mel & Kim egy brit pop duó volt, melynek tagjai Mel és Kim Appleby. A duó 1986 és 1988 között létezett. Melnél rákot diagnosztizáltak, és 1990 januárjában 23 éves korában elhunyt.
A duó az 1987-ben megjelent Respectable című dallal robbant be a slágerlistákra, ahol az Egyesült Királyságban az 1. helyezést érte el, de az amerikai dance listán is első helyezés volt a dal. Három Top 10-es daluk a Showing Out (Get Fresh at the Weekend) (1986), az FLM (1987), és a That’s the Way It Is (1988). 1988-ban a brit díjkiosztón a legjobb brit újonnan alakult együttes kategóriájában jelölték őket. Mel halála után Kim szólókarrierbe kezdett, és két brit Top 10-es dalt produkált. A Don't Worry, (1990) és a G.L.A.D. (1991) című dalokat.

## Életrajz
Mel és Kim brit és jamaikai szülők gyermekei. 1985-ben Mel két demót rögzített Alan Whitehead menedzser irányítása alatt, majd később nővére, Kim is csatlakozott hozzá,és duóként kezdtek fellépni. Néhány közös demófelvételt is készítettek, majd a Supreme Recordsszal szerződést kötöttek. Nick East, a Supreme Records kiadója felvette a kapcsolatot a Stock Aitken Waterman producer csapattal.
A "System" című dal lett volna az első kislemez, de a producerek nem voltak vele megelégedve, így a "Showing Out (Get Fresh in the Weekend)" című dal került a B.oldalra. Ez a kislemezük lett az első sláger, mely 3. helyezést érte el a brit kislemezlistán 1986-ban. A következő dal a "Respectable" az 1. helyezett lett a brit kislemezlistán. Ez a siker meghozta számukra az ismeretséget. Európában, különösen Nagy-Britanniában sikeresek lettek, valamint öltözködésük is felkeltette az emberek figyelmét, melyben ötvözték a városi utcai ruházatot és a divatot. Korábban Mel glamour modellként dolgozott, így ez a szakmai tapasztalat különösen kedvező volt a duó számára. Harmadik kislemezük az "FLM" a 7. helyezést érte el az Egyesült Királyság kislemezlistáján. 1988-ban a brit zenei díjkiosztón jelölték őket, mint a legjobb brit újonnan alakult együttes, azonban a Wet Wet Wet lett a befutó nyertes.
1985 decemberében Mel máján rosszindulatú daganatot véltek felfedezni.  A rákos daganatos betegségét végül 1987 januárjáig kezelték. Eközben Mel állapota folyamatosan romlott, és késleltette a "Respectable" című dal videojának elkészítését. Az 1987. évi japán promóciós turné során nyilvánvalóvá vált Mel állapotának súlyossága. Az Egyesült Királyságba való visszatérés után a gerincében diagnosztizálták a rák fajtáját. A duó visszavonult a nyilvánosság elől, miközben Mel kezeléseket kapott. Mindeközben a Montreauxi fesztiválra elkészítették az "FLM" című dalhoz a videóklipet. A média sejtette, hogy Mel súlyos beteg, azonban ezt a hírt a duó megcáfolta, és úgy nyilatkoztak, hogy Mel súlyos hátsérülést szenvedett.
Végül nyilvánosságra került, hogy Mel rákos beteg, miután megjelent 1988 februárjában a "That's the Way it Is" című dal. Mel kijött a kórházból, hogy felvegye a dal vokálját. Azonban betegsége miatt nem folytatták második albumuk elkészítését. A duó 1988 áprilisában megjelent a Wogan Showban az európai Rákbetegek hetének részeként, miközben Mel még mindig kezelés alatt állt. 1990. január 18-án Mel tüdőgyulladásban meghalt, miután megfázott, és a kemoterápia jelentősen legyengítette az immunrendszerét.
2018 januárjában a Mel & Kim hivatalos weboldalán keresztül bejelentették, hogy a korábban még nem kiadott, és befejezetlen "Where is the Love" című dalt megjelentetik. A dal a tervek szerint februárban meg is jelent.

## A Mel & Kim utáni időszak
Kim akkori barátja a Bros basszusgitárosa Craig Logan segítségével elindította szólókarrierjét. Debütáló szólóalbumára a Mellel együtt írt korábbi dalok kerültek, melyet eredetileg a következő Mel & Kim albumra szántak. Az album vezető kislemeze a Don't Worry a 2. helyezést érte el a brit kislemezlistán 1990 novemberében,  melyet a G.L.A.D. című dal követett. A dal Top10-es helyezés volt az Egyesült Királyságban. A debütáló albumot a következő kislemezek követték: A "Light of the World", mely 41. volt 1993-ban, majd a "Breakaway" 56. 1993-ban, a "Free Spirit" 51. 1994-ben. A "High" című dala 2007-ben jelent meg, mely fizikai kislemezen nem jelent meg, azt csupán letölteni lehetett.
2010-ben megjelent az FLM album 2 CD-ből álló deluxe kiadása, mely extended bónusz dalokat, és kislemezeket, valamit a "That's The Way It Is" című dalt, és remixeket, valamint eredeti verziókat is tartalmazott.
2019 októberében a Cherry Red Records kiadott egy 7 CD-ből álló Mel & Kim kislemezekből álló box készletet.

## Diszkográfia

### Stúdióalbum
| 1987                                                                  | F.L.M. | 3 | 2 | 16 | 12 | 7 | 2 | 20 | 4 | - UK: Platina |
| "—" nem volt slágerlistás helyezés, vagy nem jelent meg az országban. |        |   |   |    |    |   |   |    |   |               |

### Kislemezek
| 1986                                                                  | "Showing Out (Get Fresh at the Weekend)"     | 3  | 12 | 1 | 18 | 1  | -  | 1  | 8  | 1  | 78 | 1  | - UK: Ezüst | F.L.M.            |
| 1987                                                                  | "Respectable"                                | 1  | 1  | 1 | 14 | 1  | 1  | 1  | 1  | 1  | -  | 1  | - UK: Arany | F.L.M.            |
| 1987                                                                  | "FLM"                                        | 7  | 19 | 7 | -  | 17 | 4  | 11 | 7  | 16 | -  | -  |             | F.L.M.            |
| 1988                                                                  | "I'm the One Who Really Loves You" (US only) | -  | -  | - | -  | -  | -  | -  | -  | -  | -  | 11 |             | F.L.M.            |
| 1988                                                                  | "That’s the Way It Is"                       | 10 | 28 | 4 | 36 | 18 | 11 | 5  | 10 | 9  | -  | 9  |             | nem album dal     |
| 1989                                                                  | "More Than Words Can Say" (Scandinavia only) | -  | -  | - | -  | -  | -  | -  | -  | -  | -  | -  |             | Something Special |
| 1990                                                                  | "Megamix Ninety!" (Continental Europe only)  | -  | -  | - | -  | -  | -  | -  | -  | -  | -  | -  |             | nem album dal     |
| 2018                                                                  | "Where Is Love"                              | -  | -  | - | -  | -  | -  | -  | -  | -  | -  | -  |             | ?                 |
| "—" nem volt slágerlistás helyezés, vagy nem jelent meg az országban. |                                              |    |    |   |    |    |    |    |    |    |    |    |             |                   |

### Válogatás albumok
- Something Special (Csak Skandináviában megjelent remix album) (1989)
- The Best of Mel & Kim (1996)
- That's the Way It Is - The Best of Mel & Kim/Kim Appleby (2001)
- F.L.M. - The Best of Mel & Kim/Kim Appleby (2002)
- F.L.M. - Deluxe Edition 2 CD set (tartalmaz: single verziókat, extended verziókat, és remixeket) (2010)
- The Singles Box Set 7 CD set (kollekció 76 mixek és remixek) (2019)